# Bibliografia musical en català

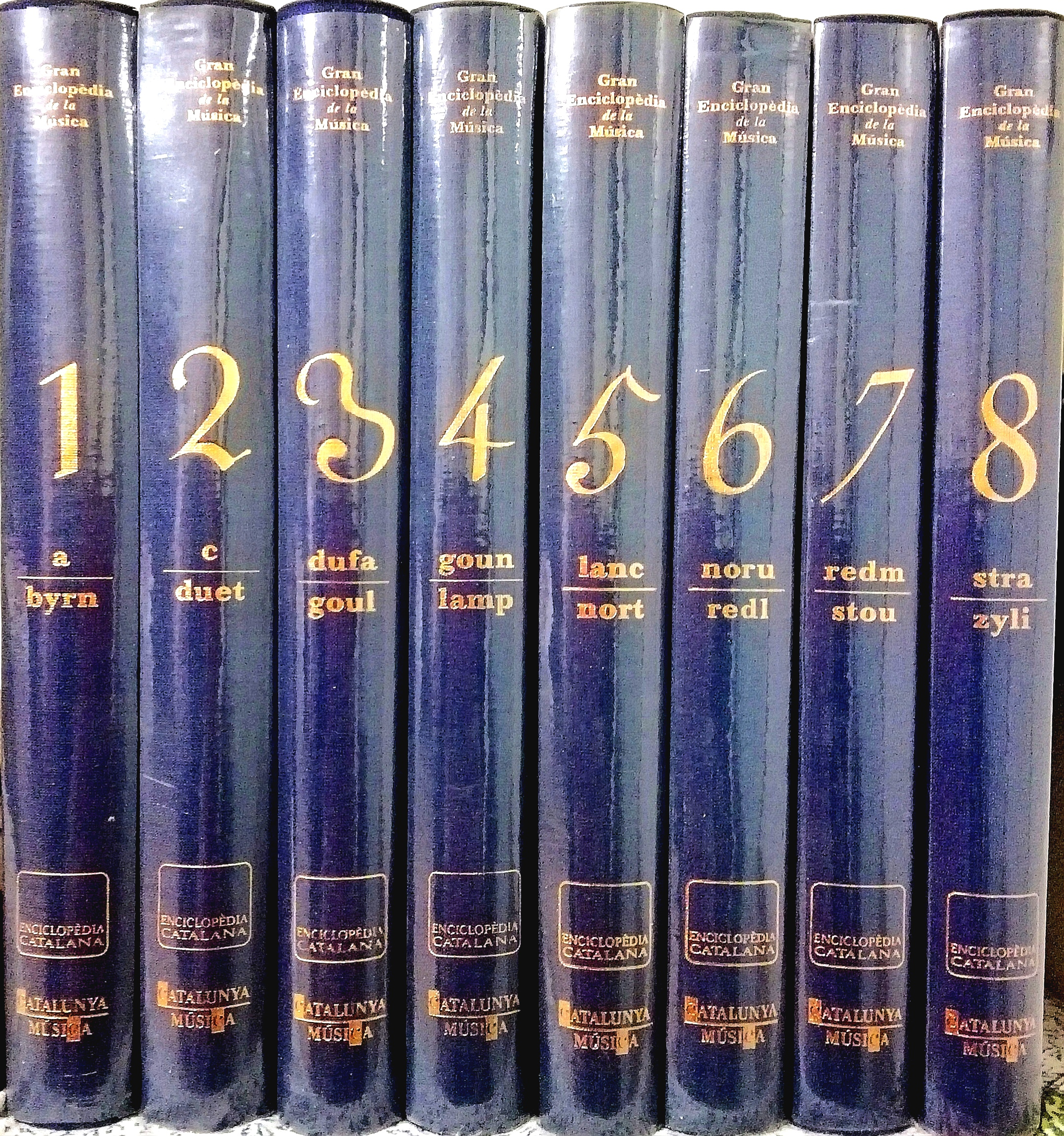
Gran Enciclopèdia de la Música. Vuit volums (3.000 pàgines)

Aquesta bibliografia aplega tota mena de llibres de música escrits en llengua catalana. Apareixen llibres de història general de la música, monografies, biografies, assajos, tractats d'harmonia, diccionaris, i en general llibres de música catalana i música universal.
Aquesta bibliografia no segueix fil per randa l'ordre alfabètic, acadèmic o cronològic, doncs, ja que és dins d'un mitjà de consulta popular i orgànic, s'ha optat a fer prevaldre primerament el títol del llibre. Degut al gruix que la bibliografia pot adquirir, s'han endreçat els títols amb unes categories generals. Açò és: Història de la música, Òpera, Música de cinema, Jazz, Músiques amb instruments elèctrics, Llibres tècnics, i Cançoners.

## Història de la música

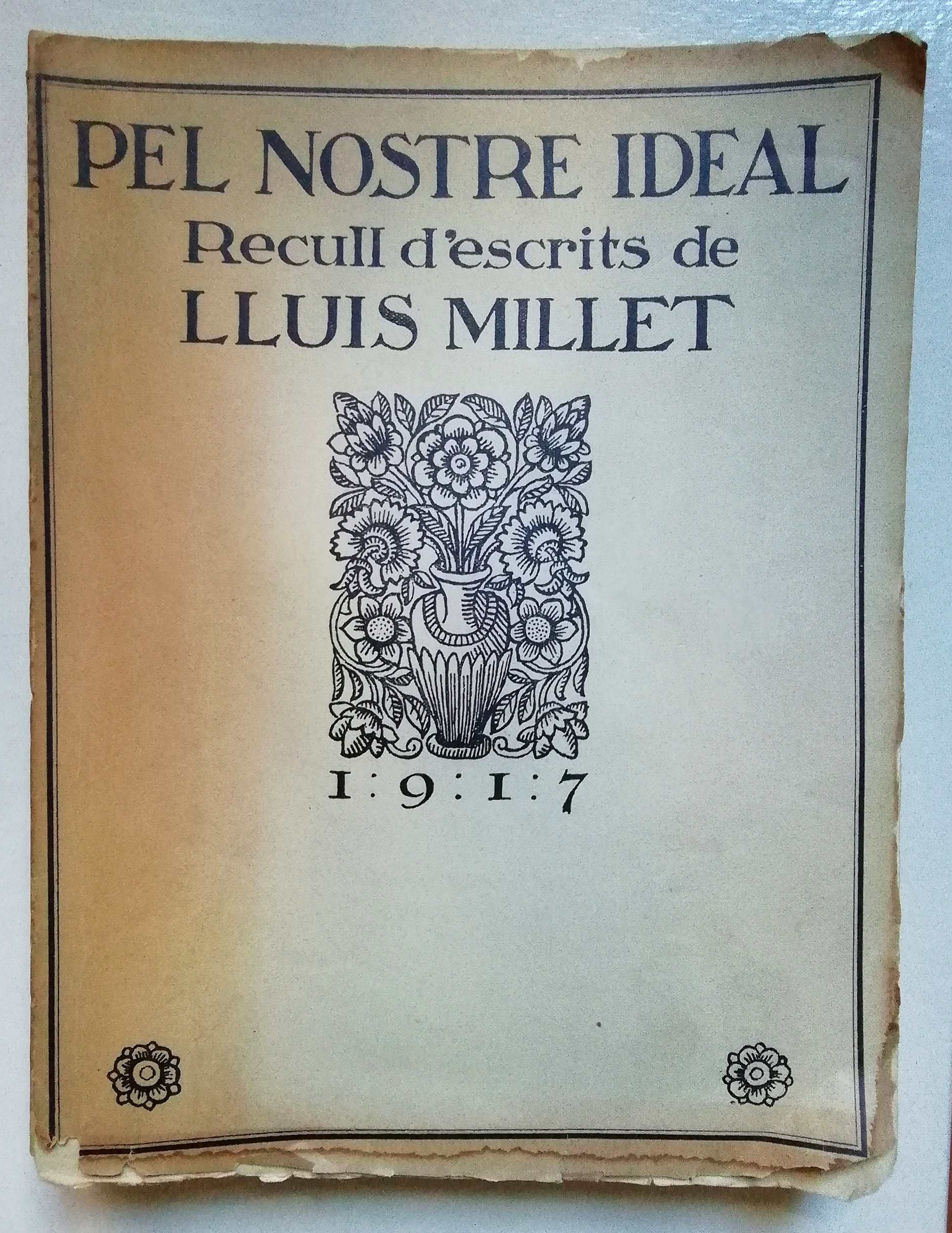
Recull d'escrits de Lluís Millet publicats l'any 1917

- Recull d'escrits de Lluís Millet publicats l'any 1917Història de la Música Catalana, Valenciana i Balear. Dels inicis al Renaixement (vol.I), Barroc i classicisme (vol.II), Del Romanticisme al Nacionalisme (vol.III), Del Modernisme a la Guerra Civil (vol.IV), De la postguerra als nostres dies (vol.V), Música popular i tradicional (vol.VI), Música de participació i de noves tecnologies (vol.VII), Música universal (vol.VIII) i Diccionari (vols.IX i X). Col·lecció de 10 volums i discos-Cd àudio. Dirigida per Xosé Aviñoa. 2700 pàgines. Edicions 62, anys 2000 a 2003. ISBN 84-297-4700-1.
- Gran Enciclopèdia de la Música, 8 volums. 3000 pàgines. Més de 65 redactors. Grup Enciclopèdia Catalana, 1999 a 2003. Amb col·lecció de discos-Cd àudio.
- Mil Anys de Música Catalana. Montserrat Albet, 1985 i 1991. Plaza & Janés, Esplugues de Llobregat. 170 pàgines. ISBN 9788401341229
- Un sol món, músiques diverses. Josep Dolcet, Oriol Rossinyol, Romà Escalas, Mònica Pagès i Berta Ribé, 2010. Museu de la música, Barcelona. 215 pàgines.
- Pel nostre ideal. Recull d'escrits de Lluís Millet. Impressor Joaquim Horta, Barcelona. Any 1917
- Música, litúrgia i societat a la Barcelona del primer terç del segle XIX. Francesc Bonastre i Bertran. Institut d'Estudis Catalans, 2008.
- Conferències i Homilies. Josep Maria Bosch, 1978. Amics de Mozart, Barcelona. 73 pàgines.
- Història crítica de la música catalana. Francesc Bonastre i Francesc Cortès. Publicacions Universitat Autònoma de Barcelona, 2009.
- Història de la Música a Catalunya. Francesc Cortès, 2011. Editorial Base. 240 pàgines. ISBN 978-84-15267-00-3
- Història de la Música Catalana. Manuel Valls Gorina, 1969. Editorial Tàber/Epos, Barcelona. 235 pàgines.
- Música de tota mena. Manuel Valls Gorina, 1962. Editorial Climent, Barcelona.
- El prodigiós món de la música. Manuel Valls. Edit. Bruguera, 1966.
- Música indiscreta. Manuel Valls. Editorial Pòrtic, 1970.
- El Fet Musical. Oriol Martorell i Manuel Valls, 1977. Dopesa, Barcelona. 128 pàgines.
- Crònica de la música clàssica. Alan Kendall (traducció: Roger Alier i Francesc Xavier Mata, 1994). Edicions Destino. 288 pàgines. Estudis sobre François Couperin, J. S. Bach, i Ludwig van Beethoven, publicats per Joan Llongueras l'any 1925

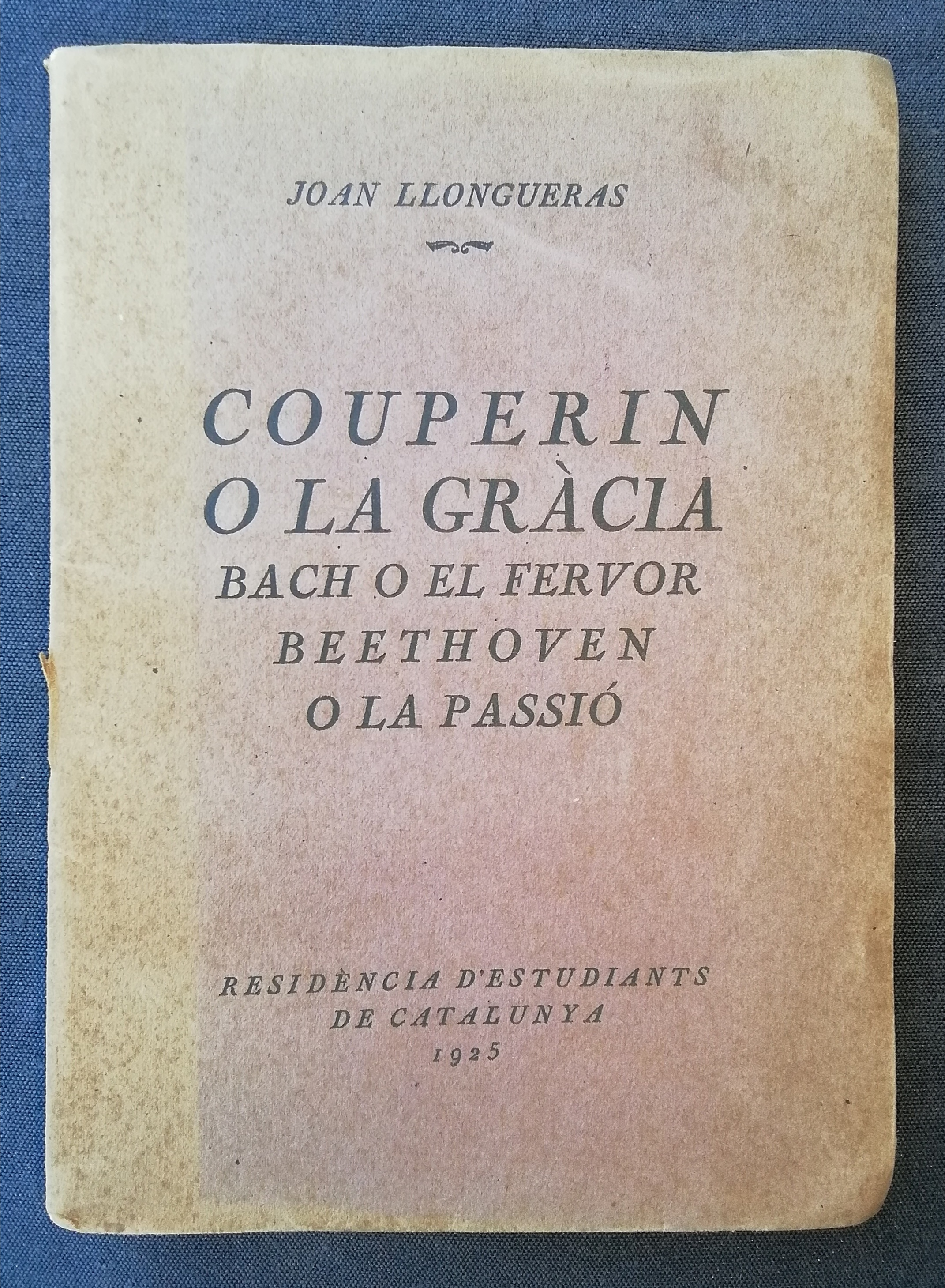
Estudis sobre François Couperin, J. S. Bach, i Ludwig van Beethoven, publicats per Joan Llongueras l'any 1925

- Barcelona Melòmana. Cesc Avilés Pàmies, 2015. Angle Editorial. 315 pàgines. ISBN 978-84-16139-65-1
- Melodies de l'Ànima. Aina Vega Rofes, 2020. Angle Editorial. 304 pàgines. ISBN 9788418197222
- Dansa i Música. Barcelona 1700. Carles Mas i Garcia, Josep Dolcet, Albert Garcia Espuche, i altres autors. 326 pàgines. Institut de Cultura - Ajuntament de Barcelona, 2009. ISBN 978-84-9850-145-2
- Converses amb compositors famosos. Arthur M. Abell (traducció: Artur Martí i Gili), 1992. Distribució Ed. Dalmau. 220 pàgines. [Nova edició traduïda per Josep Pelfort i Cifré, 2020. Fragmenta Editorial, 252 pàgines]
- Couperin o la gràcia, Bach o el fervor, Beethoven o la passió. Joan Llongueras, 1925. Residència d'estudiants de Catalunya. 120 pàgines.
- Per voluntat i per atzar - Pierre Boulez. Célestin Deliège, 1975 (traducció: Vicent Minguet, 2014). Riurau editors, Barcelona.
- Els oratoris de Francesc Queralt (1740-1825) - Història de l'oratori a Catalunya al segle xviii. Xavier Daufí, 2004. Institut d'Estudis Ilerdencs (Diputació de Lleida). 561 pàgines, amb un cd inclòs.
- L'orgue a Catalunya - Història i actualitat. Josep Maria Escalona, 2000. Departament de Cultura - Generalitat. 185 pàgines, amb un cd inclòs.

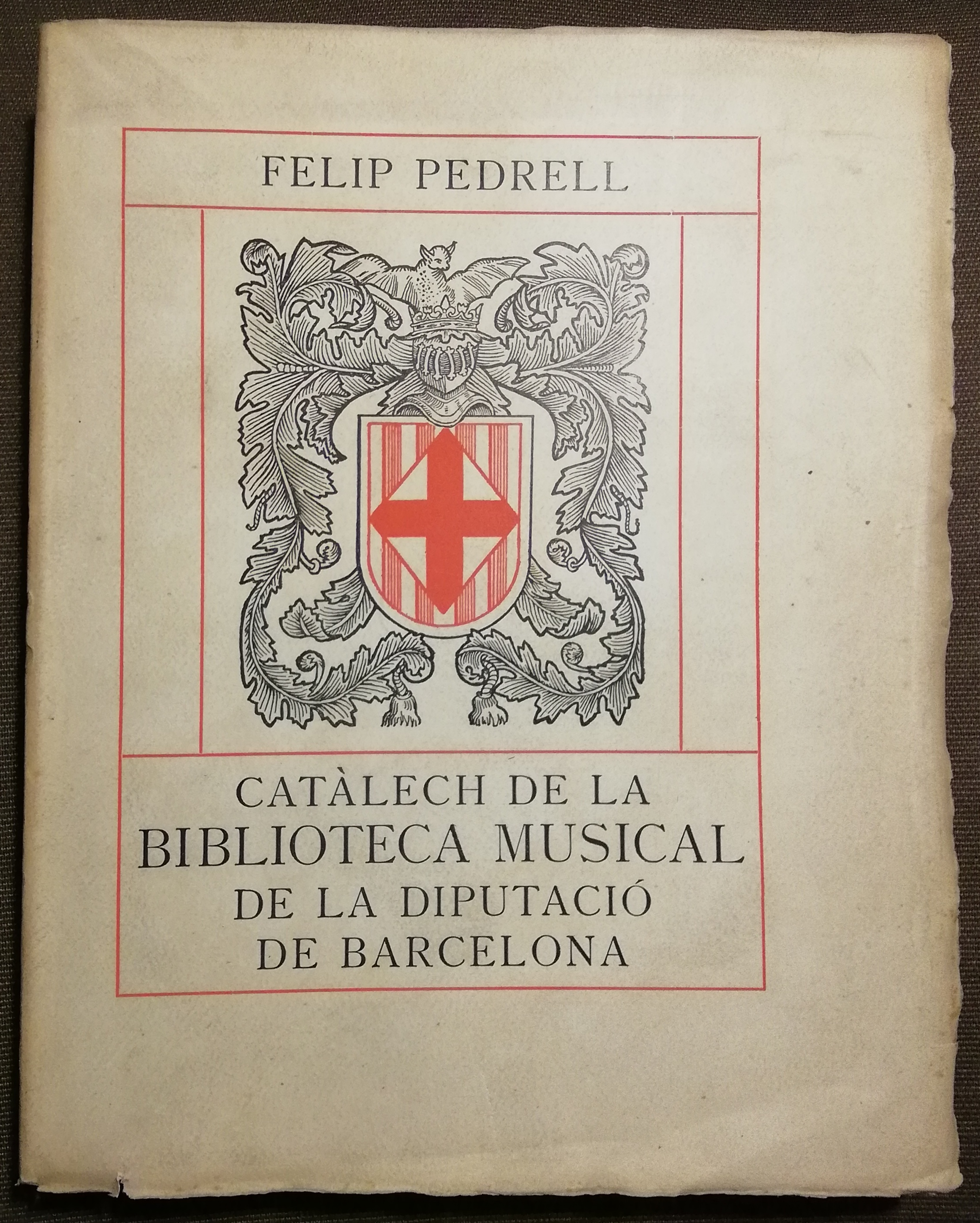
Un dels dos volums del catàleg de la biblioteca musical de la diputació de Barcelona de l'any 1908

- Un dels dos volums del catàleg de la biblioteca musical de la diputació de Barcelona de l'any 1908Antologia Sentimental de la Música Catalana. Joan Magrané, 2022. Editorial A peu de mosca. 120 pàgines.
- Música Encreuada - Els enigmes musicals. David Puertas, 2004. Clivis Publicacions, Barcelona. 115 pàgines.
- L'obra de Richard Wagner a Barcelona. Alfonsina Janés Nadal, 1983 i 2013. Dalmau Editor, Barcelona.
- Acadèmia Granados-Marshall: 100 anys d'escola pianística a Barcelona. Mònica Pagès, 2000. Fundació Puig - Diputació de Barcelona - Generalitat de Catalunya. 174 pàgines.
- La música i el modernisme. Xosé Aviñoa, 1985. Curial Edicions, Barcelona.
- Catàleg de la Biblioteca Musical de la Diputació de Barcelona. 2 Volums. Felip Pedrell, 1908 i 1909. Palau de la Diputació, Barcelona.
- Introducció a la paleografia musical gregoriana. Gregori M. Sunyol, 1925. Abadia de Montserrat.
- Quasi un segle de simfonisme a Barcelona. Oriol Martorell, 1995. Beta Editorial, S. A. 455 pàgines.
- La Música a Catalunya fins al segle XIII. Higini Anglès, 1935. Institut d'Estudis Catalans, Barcelona.
- La Música i la Ciència en Progrés. Josep M. Mestres Quadreny, 2010. Arola Editors. 164 pàgines. ISBN 978-84-92839-62-9

### Biografies

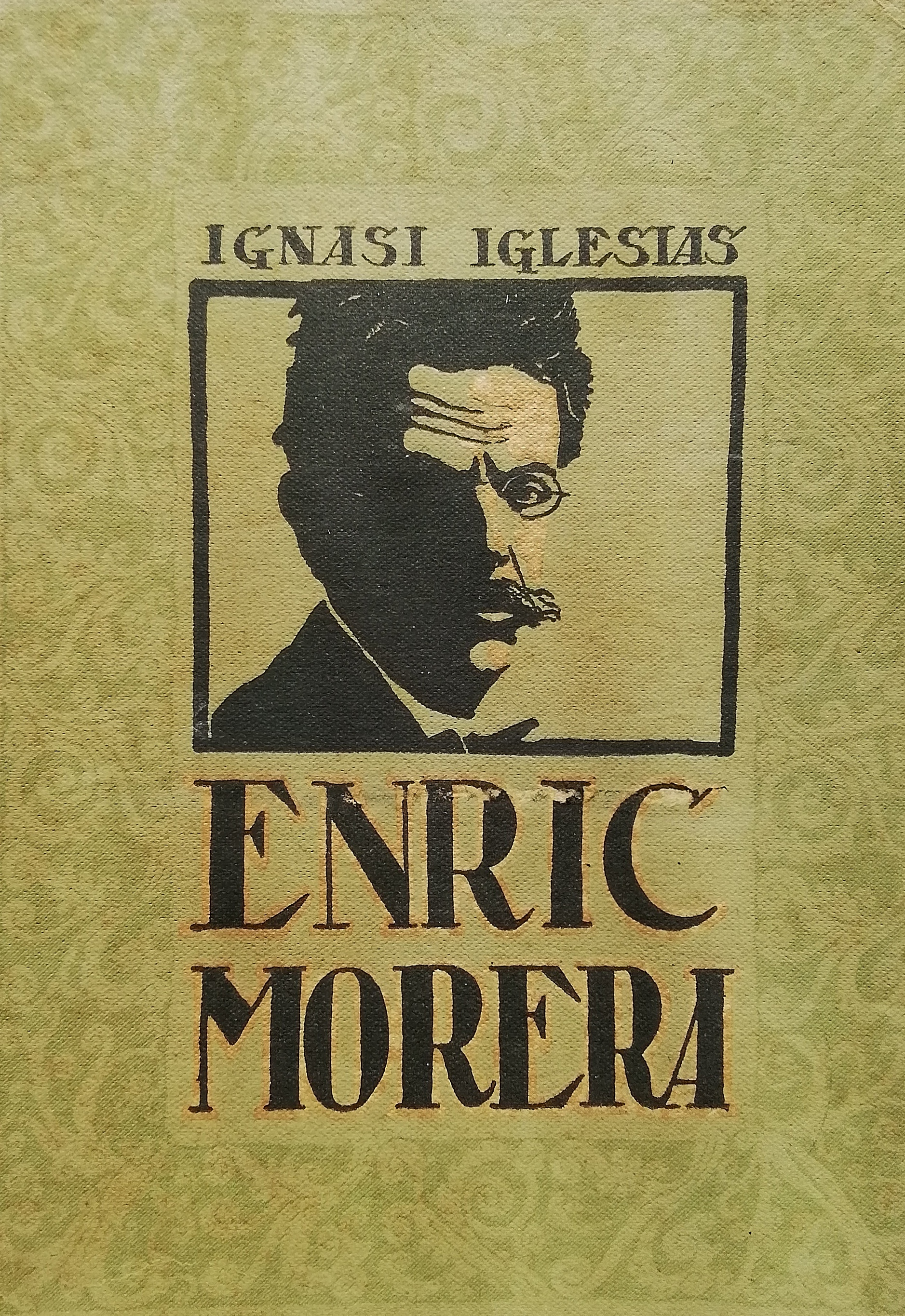
Biografia d'Enric Morera, escrita per Ignasi Iglésias l'any 1921

- Biografia d'Enric Morera, escrita per Ignasi Iglésias l'any 1921Beethoven. La vida i l'obra. Visió actual. Rossend Llates i Maria Canals, 1970. Biblioteca Selecta (n.438). 268 pàgines.
- Wagner i Catalunya - Antologia de textos i gràfics. Edicions del Cotal, S. A., 1983.
- Joan Lamote de Grignon. Francesc Bonastre i Bertran, 1998. Proa/Generalitat de Catalunya - Col·lecció compositors catalans. 163 pàgines.
- Jordi Cervelló. Xavier Casanoves Danés, Emilio Moreno, Pedro Alcalde, 2000. Proa/Generalitat de Catalunya - Col·lecció compositors catalans. 188 pàgines.
- Manuel Blancafort. Xosé Aviñoa, 1997. Proa/Generalitat de Catalunya - Col·lecció compositors catalans. 219 pàgines.
- Frederic Mompou (La seva obra per a piano). Antonio Iglesias [traducció de Francesc Bonastre]. Fundació Güell, 1978.
- Ricard Viñes - El pianista de les avantguardes. Varis autors, 2007. Museu d'Art Jaume Morera i Fundació Caixa Catalunya. 470 pàgines.
- Felip Pedrell - Biografia crítica. Francesc Bonastre i Cristina Alvarez Losada, 2015. Universitat Autònoma de Barcelona. 252 pàgines.

- El Rossinyol Abatut - Enric Granados. John W. Milton, 2004 (traducció: Mònica Pagès, 2005). Pagès Editors, Lleida. 525 pàgines.
- Granados. Antoni Carreras i Granados, 1988. Barcelona, col·lecció Gent Nostra. 50 pàgines.
- Albeniz. Angel Sagardía. Col·lecció Gent Nostra, 1986.
- Hipòlit Lazaro. Ramon Sabatés. Col·lecció Gent Nostra, 1987.
- Juli Garreta - L'home i l'artista. Marià Vinyas, 1955. Sant Feliu de Guíxols. 60 pàgines.
- Enric Morera - Estudi biogràfic. Ignasi Iglesias, 1921. Barcelona - Vic. A. Artís, Impressor i editor. 80 pàgines.
- Enric Morera. Xosé Aviñoa, 1985. Edicions de Nou Art Thor.
- Jaume Pahissa, un estudi biogràfic i crític. Xosé Aviñoa, 1996. Biblioteca Nacional de Catalunya, secció de música. 387 pàgines.
- Robert Gerhard i la seva obra. Joaquim Homs, 1991. Biblioteca Nacional de Catalunya, secció de música. 246 pàgines.
- Gerhard. Joaquim Homs i Oller. Col·lecció Gent Nostra, 1992.
- Impressions incoherents de la meva vida frívola a Barcelona (Total, res!) Un dietari. Eduard Toldrà. Quaderns Crema, 2014.
- Eduard Toldrà. Manel Capdevila i Rovira. Col·lecció Gent Nostra, 1980.
- Vives. Angel Sagardía. Col·lecció Gent Nostra, 1982.
- Victòria dels Àngels - Memòries de viva veu. Jaume Comellas. Edicions 62, Barcelona. 2005.
- L'Oriol Martorell i la Coral Sant Jordi. Varis autors. Publicat per Art·Co2000. Barcelona, 1991.
- Xavier Montsalvatge. Jordi Codina. Col·lecció Gent Nostra, 1992.
- Joan Guinjoan. J. M. García Ferrer i Martí Rom, 1997. Associació d'Enginyers de Catalunya. 210 pàgines.
- Josep Soler i Sardà - De la vocació a l'ofici. Joan Cuscó i Clarasó, 2001. Museu de Vilafranca. 50 pàgines.
- Conxita Badia - Una vida d'artista. Joan Alavedra, 1975. Editorial Pòrtic, Barcelona.
- Conxita Badia. Mònica Pagès i Santacana, 2000. Col·lecció Gent Nostra n.120, Infiesta editor. 96 pàgines.
- Una vida dins la música. Maria Canals, 1970. Editorial Selecta, Barcelona.
- El Mestre Millet i Jo. Emili Vendrell, 1953. Aymà Editors, Barcelona. 251 pàgines.
- Antoni Ros Marbà, músic. Lluís Brugués i Agustí. Editorial Dinsic. 442 pàgines.

## Òpera
- Cinc cèntims d'Òpera. Roger Alier i Marcel Gorgori, 2001. Editorial Pòrtic. 350 pàgines. ISBN 84-7306-704-5
- Paraula d'Òpera - Els termes imprescindibles per a gaudir de l'òpera. Roger Alier i Marcel Gorgori, 2003. Editorial Pòrtic, Barcelona.
- L'òpera a Barcelona: orígens, desenvolupament i consolidació de l'òpera com a espectacle teatral a la Barcelona del segle XVIII. Roger Alier i Aixalà, 1990. IEC - Societat Catalana de Musicologia.
- El gran llibre del Liceu. Roger Alier i Carles Guerra. Edit: Carroggio, Barcelona. 1999
- Mozart a Barcelona - Recepció operística. Jaume Radigales, 2006. Publicacions de l'Abadia de Montserrat. 290 pàgines.
- Una Tarda a l'Òpera. Jaume Radigales, 2015. Huygens Editorial. 1200 pàgines. ISBN 978-84-15663-42-3

## Música de cinema
- La música en el cinema. Jaume Radigales, 2007. Editorial UOC. 92 pàgines. ISBN 978-84-9788-587-4

## Jazz
- El jazz clàssic i la seva història. Jaume Carbonell i Guberna, 2011. Editorial Galerada. 515 pàgines. ISBN 978-84-96786-40-0
- El segle del jazz. Daniel Soutif, 2009. Centre de Cultura Contemporània de Barcelona.
- El jazz a Catalunya. Alfredo Papo, 1985. Edicions 62.
- Tete - Quasi autobiografia. Miquel Jurado, 1998. Editorial Pòrtic/Proa, Barcelona. 315 pàgines.
- Louis Armstrong. Ilse Storb, 1992 (Hamburg: 1989). Edicions 62

## Músiques amb instruments elèctrics
- 501 cançons catalanes que has d'escoltar abans de morir. Jordi Bianciotto, 2014. Ara Llibres, Barcelona. 393 pàgines.
- Diccionari de la Cançó: d'Els Setze Jutges al rock català. Miquel Pujadó, 2000. Enciclopèdia Catalana.
- Una Història de la Cançó. Josep Porter-Moix, 1987. Dep. Cultura Generalitat, Barcelona. 162 pàgines.
- Lletres Galàctiques. Jaume Sisa, 1984. Edicions del Mall, Sant Boi de Llobregat. 245 pàgines.
- Lluís Llach. Companys, no és això. Ignasi Riera, 2002. Rosa dels vents. 175 pàgines.
- Lluís Llach. La geografia del cor. Interviu a París. Cathy Morandeau "Ytak" (traducció: Joan Jubany, 1992). Alter Pirene. 190 pàgines.
- Lluís Llach. Història de les seves cançons. Explicada a Josep M. Espinàs, 1986. Edicions La Campana. 167 pàgines.

## Llibres tècnics

### Manuals i tractats d'harmonia
- Tractat Pràctic d'Harmonia. Enric Morera, 1901. Barcelona
- Els Principis Fonamentals de l'Harmonia. Narcís Bonet. Dinsic Publicacions Musicals. 118 pàgines.
- Recull de baixos xifrats II. Nadia Boulanger, Narcís Bonet i Paul Vidal. DINSIC Publicacions Musicals. 142 pàgines.
- Llenguatge musical / Harmonia. Grau mitjà. El meu llibre de música. Ireneu Segarra. Publicacions de l'Abadia de Montserrat.
- Harmonia I - Textos de música moderna. Enric Alberich Artal, 2009. Dinsic Publicacions Musicals. 248 pàgines. ISBN 978-84-96753-22-8
- Harmonia Popular i Moderna - Nous elements harmònics en la música popular. Toni Xuclà, 1998. Edicions El Mèdol i Dep. Cult., Tarragona. 104 pàgines. ISBN 978-84-393-4643-2
- Vols Aprendre Harmonia? Volums 1 i 2. Montserrat Castro. Dinsic Publicacions Musicals. 170 pàgines (vol.1) i 354 pàgines (vol.2)
- Introducció a l'Harmonia. Josep Guallar. Dinsic Publicacions Musicals. 88 pàgines. ISBN 84-86949-58-0
- La Convergència Harmònica - Morfogènesi dels acords i de les escales musicals. Llorenç Balsach, 1994. Clivis Publicacions. 92 pàgines. ISBN 84-85927-44-3
- Nou tractat pràctic d'instrumentació per a cobla. Lluís Albert. Editorial Clivis. 116 pàgines.
- Solfanàlisi - 6 volums. Albert i Silvia Llanas Rich. Editorial Dinsic.

### Diccionaris
- Vocabulari Català de Música. Josep Mestres i Quadreny, i Núria Aramon i Stein, 1983. Editorial Millà, Barcelona.
- Lèxic Musical - Els noms de la música. Joan Úbeda i Comas, 1998. Editorial Oikos-Tau, Vilassar de Mar.
- Diccionari de la Música. Roland de Candé, 1961 (traducció: Hermínia Grau de Duran, 1967). Edicions 62, Barcelona.

### Mètodes didàctics

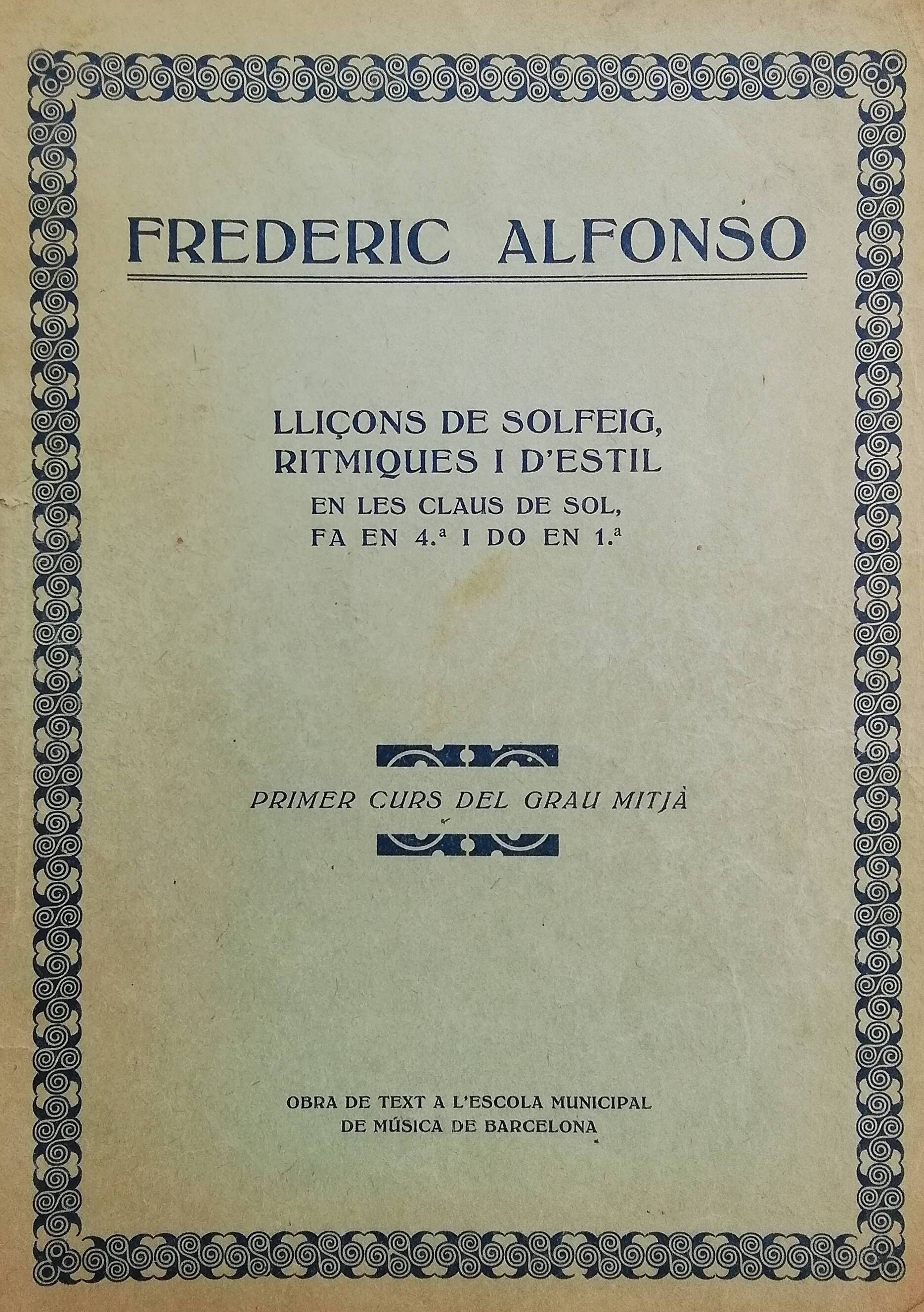
22 Lliçons de Solfeig, en diferents claus, publicades cap a l'any 1930

- 22 Lliçons de Solfeig, en diferents claus, publicades cap a l'any 1930Lliçons de Solfeig, rítmiques i d'estil - En les claus de Sol, Fa en 4a. i Do en 1a. Primer curs del grau mitjà. Frederic Alfonso, Antoni Nicolau, Lluís Millet, Joan Balcells, Margarida Orfila, Joaquim Salvat i Sintes, i Lluís Maria Millet. Editorial Boileau i Bernasconi, vers any 1930.
- El meu llibre de música - Primer grau. Ireneu Segarra. Publicacions de l'Abadia de Montserrat, 1984 (diferents reedicions i versions)
- Llenguatge Musical Diaula (Grau elemental) - Quatre volums. Eulàlia Antonés, Àngels Arnaus. Dinsic Publicacions Musicals, any 1993.
- Llenguatge Musical Diaula (Grau mitjà) - Dos volums. Eulàlia Antonés, Àngels Arnaus, Lluïsa Beltran i Anna Carro. Dinsic Publicacions Musicals, any 2000.
- Llenguatge musical grau mitjà - Dos volums. Josep Baucells Colom, Lluïsa Alegre, Xavier Boliart i altres autors. Barcelona, Dinsic P. M.
- Tractat de Solfeig: els elements essencials de la música. Narcís Bonet. 132 pàgines. Edit. Dinsic
- Solfeig - Quatre volums. Eulàlia i Francesca Galofré i Mora, i altres autors. Publicacions Dinsic i Editorial MF, 1988.
- Tècnica bàsica de llenguatge musical - Diferents volums. Xavier Boliart. Editorial Dinsic.
- Pentagrama - Llenguatge musical (Grau elemental. Quatre volums. Amb CD-Rom, àudio i midi). Carme Amat i A. Casanova. Barcelona, Editorial Boileau.
- Llenguatge musical - Grau elemental. Conservatori del Liceu

- El meu primer llibre de piano. Carme Amat Cunnington. Editorial Boileau, Barcelona. 104 pàgines.
- El meu segon llibre de piano. Carme Amat Cunnington. Editorial Boileau, Barcelona.
- La casa dels sons. Claudio Abbado (traducció: Roger Alier, 1986). Edicions Destino. 25 pàgines il·lustrades.
- Solfeig - Curs elemental. Edgar Willems (traducció de Carme Mampell i Juncadella), Éditions Pro Musica, Friburg-Suïssa, any 1999.
- Vela - Materials per a la prova d'accés a grau mitjà. Ester Vela; Eulàlia Vela. 172 pàgines. Editorial Boileau
- Llenguatge musical - Exercicis progressius de teoria. Quatre volums. Enric Peradalta. Casa Beethoven Publicacions
- Llenguatge musical - Quatre volums. Gemma Pastor. Editorial La Plana, 2015

## Cançoners
- Cançoner de l'Ateneu. Segle XV
- Cançoner Vega-Aguiló. Segle XV
- Les cent millors cançons de Nadal. Joan Amades, 1949. Editorial Selecta.
- Cançoner Popular de Nadal. Joan Llongueres, 1955. Editorial Balmes.
- Les cançons dels setze jutges (2n volum), 1964. Editorial Nova Terra, Hospitalet de Llobregat.